# Ancien Testament
L'Ancien Testament, aussi appelé Premier Testament, est, pour les chrétiens, la partie de leur Bible relative à la période qui précède Jésus-Christ. Il est formé des livres de la Bible hébraïque (le Tanakh) et d'autres livres de la fin de la période qui ne sont pas inclus dans le canon hébraïque actuel. Il constitue la première partie de la Bible chrétienne, la seconde partie étant le Nouveau Testament.
L'Ancien Testament se nomme en koinè (grec) Παλαιὰ Διαθήκη / Palaià Diathếkê, et en latin Vetus Testamentum,.
Le mot latin testamentum (« testament ; témoignage ») est lui-même traduit du grec ancien : διαθήκη / diathếkê (« testament, contrat, convention »). Dans un sens religieux, « testament » signifie « alliance ».

## Origines

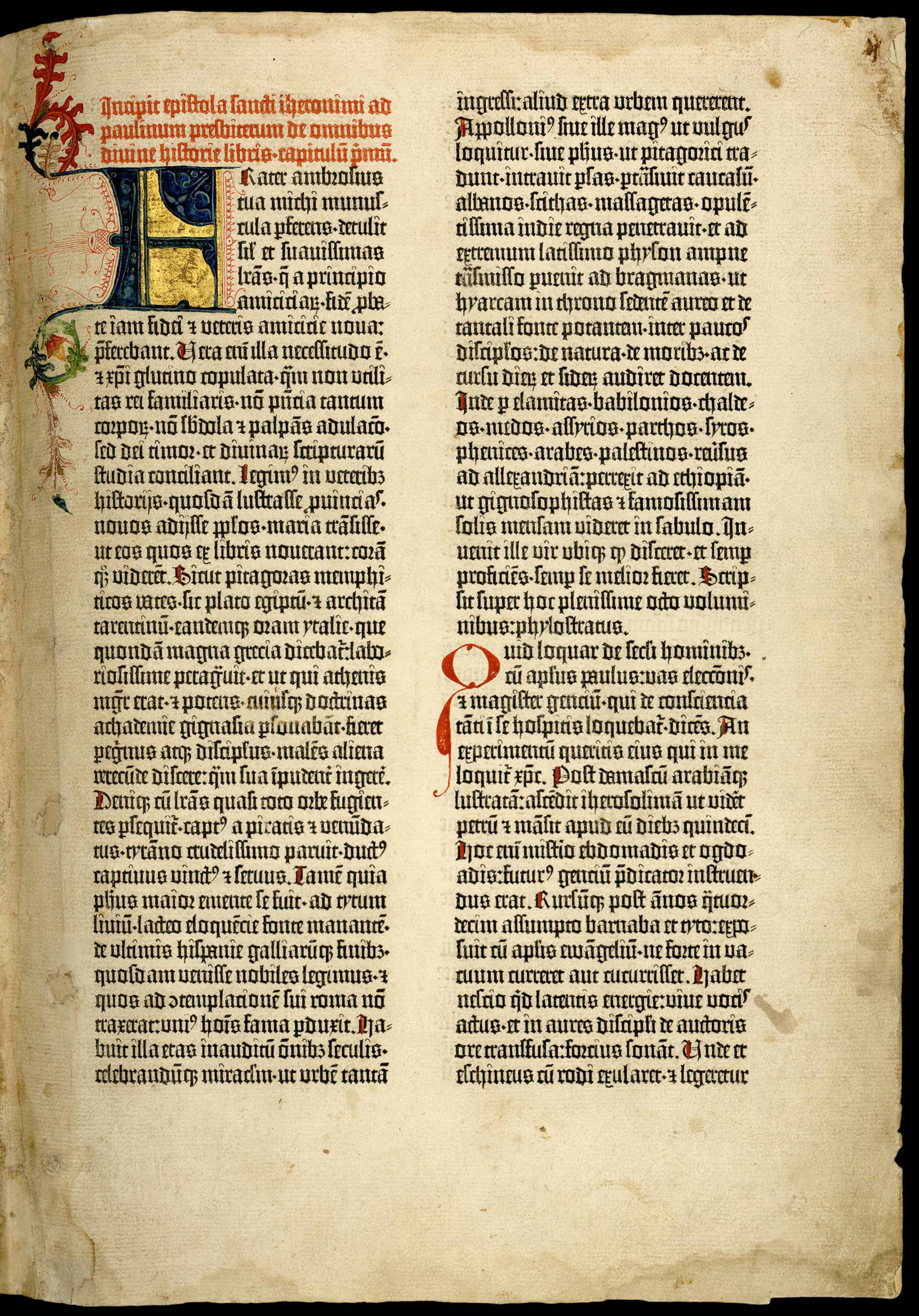
Une page de l'Ancien Testament tirée de la Bible de Gutenberg, composée à partir de la Vulgate de Jérôme de Stridon (vers 1455).

Ce que les chrétiens appellent Ancien Testament provient d'un ensemble de textes religieux rédigés, pour leur très grande majorité, à l'origine en hébreu, et qui nous est parvenu sous la forme de copies.
Cette Bible hébraïque est traduite en grec à partir du milieu du IIIe siècle av. J.-C., en commençant par le Pentateuque (la Torah). Cette traduction grecque, connue sous le nom de Septante, est largement utilisée par la communauté juive d'Égypte. Au fil du temps, elle s'étoffe d'autres livres. Vers 132 av. J.‑C., la Loi et les Prophètes sont déjà traduits en grec. D'autres livres (notamment les Écrits) sont ensuite encore traduits de l'hébreu ou de l'araméen, mais certains livres sont aussi directement rédigés en grec, si bien que les textes religieux en hébreu et en grec divergent.
C'est à partir du milieu du IIe siècle que les chrétiens appellent cette Bible juive « Ancien Testament » pour la distinguer des écrits réunis entretemps dans le Nouveau Testament (tous les livres du Nouveau Testament ont été rédigés en grec).

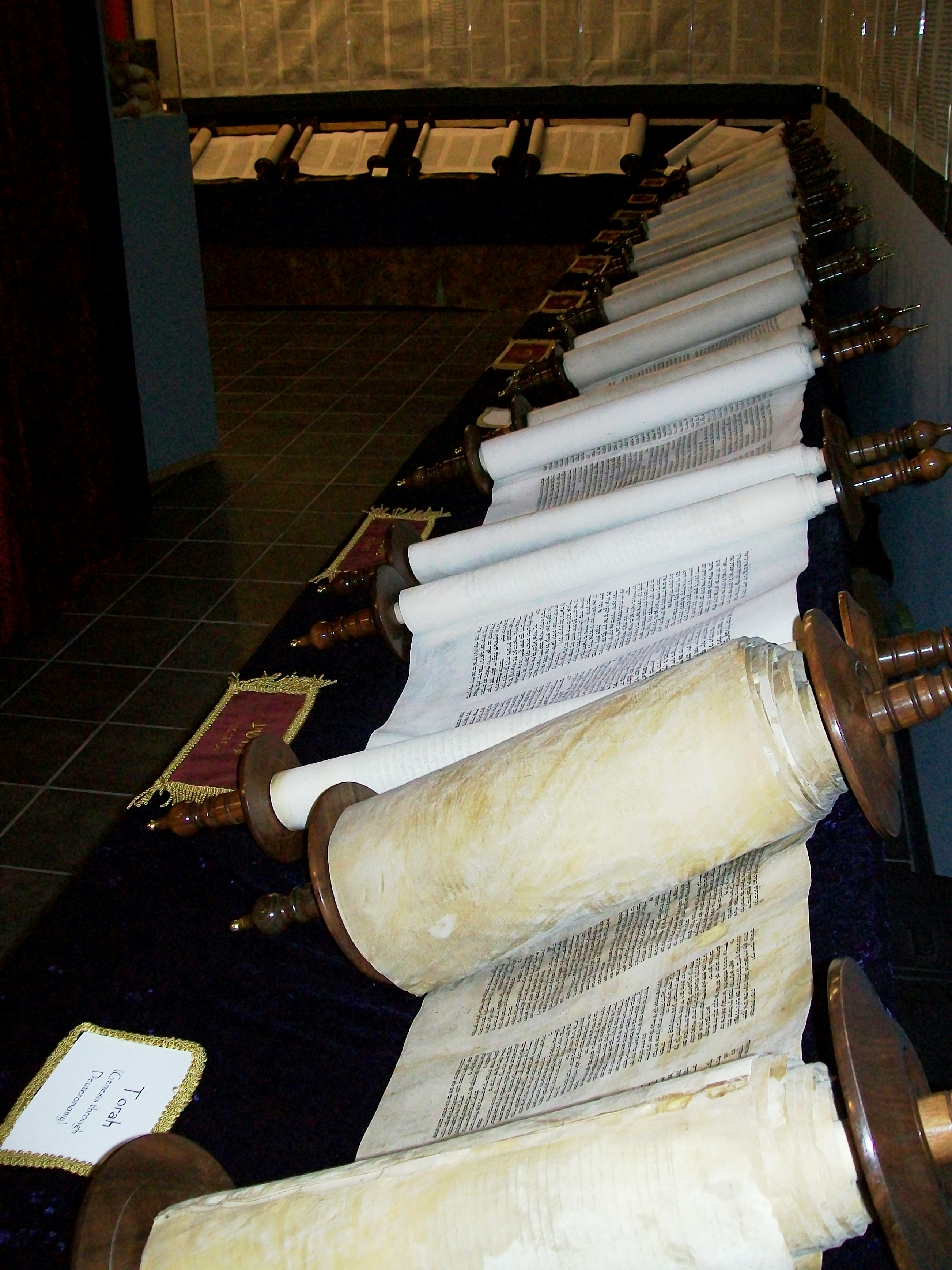
Ensemble des rouleaux du Tanakh.

L'Église chrétienne primitive se fonde sur cette version grecque des Septante. C'est pourquoi son Ancien Testament comprend, en plus des livres du Tanakh juif, d'autres livres ainsi que quelques compléments dans les Livres d'Esther et de Daniel, etc. Ces textes sont appelés livres deutérocanoniques par l'Église catholique. Les Églises orthodoxes, qui les reconnaissent comme canoniques, ne les désignent par aucun terme particulier. Les Églises protestantes ont un Ancien Testament calqué sur la Bible hébraïque et ne reprennent pas ces livres, qu'elles considèrent comme apocryphes.
La version latine de l'Ancien et du Nouveau Testaments en usage dans l'Église est établie par saint Jérôme de 392 à 410. Elle porte le nom de Vulgate.

## Canon
Les juifs, et à leur suite les protestants, ne considèrent pas comme inspirés les livres grecs transmis uniquement par la Septante. Il s'agit du Livre de Tobie, du Livre de Judith, certains chapitres d'Esther, 1-2 Maccabées, certains chapitres de Daniel, Sagesse, Ecclésiastique (Siracide) et Baruch.
Il est difficile de situer le moment à partir duquel l’Ancien Testament est constitué en canon par les chrétiens. Au IIe siècle, l'Église de Rome condamne l'hérésie de Marcion, qui rejetait le caractère inspiré de ces livres. Ce n'est que plus tard que le canon de la Bible chrétienne est constitué.

### Canon catholique et orthodoxe
Le plan du canon de l'Ancien Testament selon la Septante est le suivant :
- Pentateuque (Torah) : Genèse, Exode, Lévitique, Nombres et Deutéronome
- Les livres historiques : Josué, Juges, Ruth, I-II Samuel, I-II Rois, I-II Chroniques, Esdras, Néhémie, Esther, Tobie*, Judith*, I-II Maccabées*
- Les Hagiographes : Livre de Job, Psaumes, Proverbes, Ecclésiaste, Cantique des Cantiques, Sagesse de Salomon*, Ecclésiastique*
- Les Prophètes : Ésaïe, Jérémie, Lamentations, Baruch*, Ézéchiel, Daniel, Osée, Joël, Amos, Abdias, Jonas, Michée, Nahum, Habaquq, Sophonie, Aggée, Zacharie, Malachie

Les livres dits « deutérocanoniques » dans l'Église catholique sont signalés par une *.
Ainsi, le canon catholique place Job, Psaumes, Proverbes et Ecclésiastique (Siracide) dans les livres historiques. Ensuite viennent les livres prophétiques ; six prophètes majeurs :
- Isaïe : Livre d'Isaïe
- Jérémie : Livre de Jérémie
- Anonyme : Livre des Lamentations
- Baruch[9] : Livre de Baruch[10]
- Ézéchiel : Livre d'Ézéchiel
- Daniel : Livre de Daniel

et les douze petits prophètes.

### Canon juif et protestant
L'ordre et l'organisation des livres ne sont pas les mêmes dans le judaïsme. Le Tanakh est divisé en trois parties :
1. La Torah (« instruction », « enseignement », « loi »), c'est-à-dire le Pentateuque : Genèse, Exode, Lévitiques, Nombres, Deutéronome
2. Les Nevi'im (« prophètes ») (Josué, Juges, 1-2 Samuel, 1-2 Rois) et prophètes postérieurs majeurs (Isaïe, Jérémie, Ézéchiel) et mineurs (Osée, Joël, Amos, Abdias, Jonas, Michée, Nahoum, Habaquq, Sophonie, Aggée, Zacharie et Malachie)
3. Les Ketouvim (« écrits ») : Psaumes, Proverbes, Livre de Job, les « rouleaux » (Ruth, Cantique des Cantiques, Qohélet ou Ecclésiaste, Lamentations, Esther), Daniel, Esdras et Néhémie, 1-2 Chroniques (l'ordre des livres dans cette troisième catégorie peut varier).

Les Bibles protestantes (par exemple la Bible Segond) organisent ces mêmes livres de l'Ancien Testament en 4 parties :
- Le Pentateuque (en grec : les cinq livres, exact équivalent de la Torah) : Genèse, Exode, Lévitique, Nombres, Deutéronome
- Les livres historiques : Josué, Juges, Ruth, 1 Samuel, 2 Samuel, 1 Rois, 2 Rois, 1 Chroniques, 2 Chroniques, Esdras, Néhémie, Esther
- Les livres poétiques : Job, Psaumes, Proverbes, Ecclésiaste, Cantique des cantiques
- Les livres prophétiques (d'abord les 4 « grands », plus les Lamentations, puis les 12 « petits » prophètes) : Ésaïe, Jérémie, Lamentations de Jérémie, Ézéchiel, Daniel, puis Osée, Joël, Amos, Abdias, Jonas, Michée, Nahum, Habakuk, Sophonie, Aggée, Zacharie, Malachie.

## Dieu est-il violent dans l'Ancien Testament?
Dès le début du christianisme, des chrétiens sont troublés par la violence qui s’exprime dans l'Ancien Testament, et en particulier parce que Dieu lui-même aurait un comportement violent, exprimé de multiples façons. Au IIe siècle, Marcion imagina une solution radicale : se couper de l’Ancien Testament et de son Dieu violent, pour ne garder que le Dieu de l’amour annoncé par Jésus. Cette tentation est souvent réapparue, et l’Église l’a toujours rejetée. Mais le scandale demeure, notamment aujourd’hui dans les milieux et chez les individus préoccupés par la paix dans le monde. En réalité, il n'est pas possible de séparer, sur cette question, la Bible hébraïque et la Bible chrétienne, car non seulement la Bible chrétienne inclut les Écritures juives, mais le même Dieu juge les hommes à la fin des temps.
Marcion fut excommunié en 144 par l'Église de Rome, mais sa doctrine, le marcionisme, se répandit dans tout le bassin méditerranéen. Les églises marcionistes se développèrent et subsistèrent jusqu’au Ve siècle mais on en trouve néanmoins des traces jusqu’au XVIe siècle. Au XXe siècle encore, Marcion est récupéré par les idéologues nazis qui apprécient son antijudaïsme. Ainsi Alfred Rosenberg affirme dans Le Mythe du vingtième siècle (1930) :

« En 150, le Grec Marcion défend l'idée nordique d'un ordre du monde reposant sur une tension organique et des hiérarchies, en opposition avec la représentation sémitique d'une puissance divine arbitraire et de son despotisme sans limite. Pour cette raison il rejette aussi le « livre de la loi » d'une telle « divinité », c'est-à-dire l'ancien testament hébreu. »

Une certaine manière de lire les Écritures conduit encore à opposer deux images de Dieu (justice ou miséricorde), du culte (ritualiste ou spirituel/la lettre ou l'esprit), la vie (sous l'empire de la crainte ou de l'amour). Ainsi donne-t-elle à penser qu'il y a rupture dans l'unique dessein de Dieu.
C'est surtout en étudiant les grands thèmes de l'Ancien Testament et leur continuation dans le Nouveau qu'on se rend compte de l'impressionnante symbiose qui unit les deux parties de la Bible chrétienne et, en même temps, de la surprenante vigueur des liens spirituels qui unissent l'Église du Christ au peuple juif. Dans l'un et l'autre Testament, c'est le même Dieu qui entre en relation avec des hommes et les invite à vivre en communion avec lui ; Dieu unique et source d'unité ; Dieu créateur, qui continue à pourvoir aux besoins de ses créatures, surtout de celles qui sont intelligentes et libres, appelées à reconnaître la vérité et à aimer ; Dieu libérateur surtout et sauveur, car les êtres humains, créés à son image, sont tombés par leurs fautes dans un esclavage misérable.
Le Dieu des juifs et des chrétiens est le même Dieu d'amour qui fait alliance avec les hommes. « Il garde son alliance et sa fidélité durant mille générations à ceux qui l'aiment et gardent ses commandements (Dt 7, 9) ».